# Церковь Всех Святых (Пиревичи)
Церковь Всех Святых (бел. Царква Усіх Святых) — православный храм в деревне Пиревичи Жлобинского района Гомельской области Беларуси. Построен в 1902 году по проекту П. И. Калнина при поддержке помещицы Александры Рогович. 

## История
В конце XIX века Пиревичи представляли собой небольшое село, не имевшее собственного храма. В 1902 году началось строительство церкви на средства помещицы Александры Алексеевны Рогович, которая также выделила участок земли. Работы организовал её доверенный Леонид Спытков, похороненный на церковном дворе. Освящение состоялось 6 июня 1903 года.
В 1930 году храм был закрыт, использовался как колхозный склад. Богослужения возобновились в 1941 году. Настоятелем стал священник Василий Шикунов, погибший вместе с дочерьми в 1943 году. После освобождения деревни в 1944 году храм остался действующим. В 1990-е годы проведена реставрация, восстановлена звонница, повторно освящён храм епископом Аристархом.

## Архитектура
Церковь построена в псевдорусском стиле из красного кирпича. Здание крестообразное в плане, с шатровой крышей, кубическим основным объёмом, завершённым восьмигранным барабаном с куполом. Главный вход оформлен арочным крыльцом. Силуэт подчёркивают какошники, фризы и аркатуры. Общая площадь — около 500 м², толщина стен более 1 м. Внутри — настенные росписи, керамическая плитка, трёхъярусный иконостас.

## Интерьер
Центральный объём перекрыт сферическим куполом с фонариком, трапезная и приделы — цилиндрическими сводами. Цокольная часть облицована керамической плиткой. Имеются фрески, иконы, царские врата, клирос.

## Настоятели
- 1902–1907 — Леонтий Глинский
- 1907–1922 — Павел Керножицкий
- 1930–1931 — Фёдор Семёнов
- 1941–1943 — Василий Шикунов
- 1944–1953 — иеромонах Мануил (Михаил Сивенков)
- 1953 — Анатолий Мисеюк
- 1953–1955 — Николай Кныш
- 1955–1959 — Василий Рынкевич
- 1959–1965 — протоиерей Александр Дичковский
- 1965 — Михаил Мандрик
- 1965–1968 — протоиерей Евгений Вейго
- 1968–1969 — Алексей Алексеюк
- 1969–1970 — Пётр Пинчук
- 1970–1972 — Даниил Одинокий
- 1973–1977 — Лев Васильев
- 1977–1978 — Иарофей Антоненко
- 1978–1980 — Николай Салахин
- 1980–2000 — протоиерей Евмений Малец
- 2000–2017 — протоиерей Василий Михайловский
- 2017–2020 — Сергий Плётежев
- с 2020 — Василий Терешков

## Современное состояние
Храм является действующим, проводятся регулярные службы. В 2023 году отпраздновал 120-летие со дня освящения. В церкви действует воскресная школа, ведётся духовно-просветительская работа.